# Ventosilla (Burgos)
Ventosilla es una localidad española. Pertenece al municipio burgalés de Gumiel de Mercado, en la comarca de la Ribera del Duero.

## Lugares de interés
- La Posada de Ventosilla

En pleno corazón de la Ribera del Duero, nos encontramos con la casa de Ventosilla, una casa de estilo herreriano del siglo XVII, lugar regio del todopoderoso Duque de Lerma, quien lo mandó construir con formas sobrias y elegantes satisfaciendo así los deseos del rey Felipe III.
- Río Gromejón

El Gromejón es el río que pasa por Ventosilla, nace en Caleruega y muere en Berlangas de Roa tras hacer 31 km de trayecto.
Se llama así porque tenía muchos cangrejos y se le llamaba gromejón en la Edad Medieval al lugar donde había muchos cangrejos de río.
- Pueblos cercanos

Ventosilla tiene varios pueblos a su alrededor, algunos serían los siguientes:
- Gumiel de Mercado - 5 km
- La Aguilera - 4 km
- Berlangas de Roa - 4 km
- Sotillo de la Ribera - 6 km
- Roa - 8 km
- Aranda de Duero - 10 km
- Villalba de Duero - 8 km

## Historia
Así se describe a Ventosilla en el tomo XV del Diccionario geográfico-estadístico-histórico de España y sus posesiones de Ultramar, obra impulsada por Pascual Madoz a mediados del siglo XIX:

Coto redondo en la provincia, audiencia territorial, capitanía general de Burgos (13 leguas), partido judicial de Aranda de Duero (2), jurisdicción de Gumiel del Mercado (3/4). Situado en el centro de la ribera de Aranda, se extiende su término 1 legua de E a O, y ¾ de N a S. Confina N Gumiel del Mercado y Sotillo; E La Aguilera; S el río Duero, y O Roa; pertenece a los señores duques de Medinaceli. Tiene un suntuoso palacio con su parte al S, y una magnífica plaza cercada, que da entrada al mismo edificio, el cual se halla situado en el centro de su término; esta obra demuestra mucha antigüedad, y tiene contiguos 2 jardines, y una extensa huerta; a la parte S se hallan 6 casas, donde habitan los guardas, y un torreón elevado, desde donde estos descubren y vigilan la mayor parte del monte; al O está la iglesia de San Andrés, servida por un capellán dotado por la casa de Medinaceli; se dice que este palacio fue fundado por el duque Cardenal, y que le habitó algún tiempo el rey Felipe V, donde promulgó leyes. El terreno es a propósito para la cría de toda clase de ganados, con un hermoso monte poblado de encinas, fresnos, sauces y mata baja; le cruza el río Gromejón que desagua en el Duero, pero sus aguas no se utilizan para el riego, por la profundidad de su cauce. Producciones: cereales, legumbres y hortalizas; cría ganado y caza de varias especias. Población: 5 vecinos, 19 almas. Capital productivo: 9.000 reales. Imponible: 303. Contribución: 294 reales 18 maravedíes.
Diccionario geográfico-estadístico-histórico de España y sus posesiones de Ultramar